# Куликово (Ивановская область)
Куликово — деревня в Ивановском районе Ивановской области России, административный центр Куликовского сельского поселения.

## География
Деревня расположена на берегу речки Шахмахта в 15 км на восток от Иваново близ автодороги 24К-090 Иваново — Родники.

## История
В конце XIX — начале XX века деревня входила в состав Елюнинской волости Шуйского уезда Владимирской губернии, с 1918 года в составе Иваново-Вознесенского уезда Иваново-Вознесенской губернии. В 1859 году в деревне числилось 15 дворов, в 1905 году — 32 дворов.
С 1929 года деревня входила в состав Семиновского сельсовета Ивановского района, с 1989 года — центр Куликовского сельсовета, с 2005 года — центр Куликовского сельского поселения.

## Население
| 1859 | 1905 | 2010 | 2018  |
| ---- | ---- | ---- | ----- |
| 83   | ↗108 | ↗906 | ↗1255 |

## Инфраструктура
В деревне расположены Куликовская средняя школа (построена в 1984 году), детский сад, клуб.